# الاتحاد السعودي للهجن
الاتحاد السعودي للهجن الجهة الراعية لرياضة سباق الهجن في السعودية، يرأسه فهد بن جلوي بن عبد العزيز بن مساعد، وتشرف عليه وزارة الرياضة، تأسس في عام 2018، بهدف الحفاظ على رياضة سباق الهجن كونها ضمن الموروث الشعبي في السعودية وتطويرها وتوفير بيئة مناسبة لممارستها.

## مجلس الإدارة
أصدر رئيس الهيئة العامة للرياضة رئيس اللجنة الأولمبية السعودية سابقًا، معالي الأستاذ تركي بن عبد المحسن آل الشيخ، تشكيل مجلس إدارة الاتحاد السعودي للهجن، برئاسة الأمير فهد بن جلوي بن عبد العزيز بن مساعد، وعضوية كلٍّ من، عبد الله الدلاك، محمد البلوي، خالد بن شريم، محمد أبو ساق، عبد العزيز السويكت، شاكر القحطاني، ومحمد الحربي أمينًا عامًا للاتحاد، معلنًا بذلك تأسيس الاتحاد السعودي للهجن، يوم الجمعة الموافق 9 فبراير 2018م.

## سباقات الهجن
تُعدُّ سباقات الهجن من الرياضات العربية المشهورة في شبه الجزيرة العربية. والهجن نوع من الإبل، تستخدم للرياضة والركوب. تتميز الإبل التي تشارك في سباق الهجن بأنها أصيلة، حيث تتصف بصفات خاصة، تؤهلها للجري السريع، وذات سنام واحد ورقبة طويلة، وأكتاف وأرجل قوية.

## المسابقات

### مهرجان ولي العهد
هو مهرجان يحمل اسم ولي العهد، الأمير محمد بن سلمان، ينظمه الاتحاد السعودي للهجن بميدان الطائف التاريخي، انطلق في نسخته الأولى عام 2018، ويهدف إلى تأصيل تراث الهجن وتعزيزه في الثقافة السعودية.

### كأس العلا للهجن
في مارس 2023، أقام الاتحاد السعودي للهجن، كأس العلا للهجن، خلال المدة من 14 – 17 مارس 2023، بعدد أشواط، 16 شوطًا، بواقع 6 أشواط مخصصة لرياضة الماراثون، وعشرة أشواط لسباقات الهجن.

### المعلق الذهبي
في مايو 2022، أعلن الاتحاد السعودي للهجن مسابقة المعلق الذهبي، التي كانت على ثلاث مراحل، حيث يتأهل متسابق واحد عن طريق قرار لجنة التحكيم، ومتسابقان عن طريق تصويت الجمهور.

### كأس الاتحاد السعودي للهجن
أنطلق كأس الاتحاد السعودي للهجن، ضمن موسم 2022 - 2023 لرياضة الهجن، بميدان الهجن بمنطقة نجران، استمر مدة 5 أيام، بعدد 118 شوطًا، منها 20 شوطًا للكؤوس، و26 شوطًا مفتوحًا، و70 شوطًا عامًا، وشوطان للماراثون، بمشاركة أكثر من ثلاثة آلاف مطية.

## روزنامة سباقات الهجن

### موسم 2022 – 2023
أعلن الاتحاد السعودي للهجن عن روزنامة سباقات الهجن للموسم 2022 - 2023، حيث ضمت 9 منافسات رياضية، هي:
- سباق المفاريد.
- مهرجان ولي العهد للهجن.
- ماراثون اليوم الوطني.
- كأس الاتحاد السعودي للهجن.
- كأس اللجنة الأولمبية السعودية.
- كأس وزارة الرياضة.
- جائزة الملك عبد العزيز لسباقات الهجن، بالتعاون مع نادي الإبل.
- دوري هجان.
- ماراثون يوم التأسيس بمسمى (ركايب التأسيس) في شهر فبراير 2023.[11]

### موسم 2024
- مهرجان خادم الحرمين الشريفين للهجن.[12]